# Митюков, Андрей Каллинкович
Андрей Каллинкович Митюков (Митьков) (1871 — после 1928) — юрист, профессор Университета Святого Владимира в Киеве и Императорского Московского университета.

## Биография
Происходил из рода киевских шляхетных купцов Митюков. Сын профессора римского права университета Святого Владимира в Киеве К. А. Митюкова, возведенного в дворянство.
Окончил курс юридического факультета Киевского университета с дипломом 1-й степени (1896) и был оставлен при университете на два года для подготовки к профессуре на кафедре римского права. С 1900 года стал читать в качестве доцента лекции по семейному и наследственному римскому праву, а также курс по римскому праву.
В мае 1906 года защитил магистерскую диссертацию «Ответственность продавца за эвекцию[sic] в историко-сравнительном освещении» и в августе был назначен и. д. экстраординарного профессора по кафедре римского права университета Св. Владимира. В результате событий 1911 года распоряжением министра был переведён на ту же должность в Московский университет; с января 1917 года — и. д. ординарного профессора).
В 1912 году он издал дополнение к 3-му изданию «Курса римского права», написанного его отцом. В 1914/15 учебном году читал обязательный курс «Система римского права» и «Римское наследственное право», вёл практические упражнения по «Институциям римского права» (для начинающих), а также репититориум по системе римского права. Член Юридической испытательной комиссии (с 1914) при Московском университете. Одновременно, с 1912 года он исправлял должность экстраординарного профессора по кафедре римского права в Императорском Лицее в память Цесаревича Николая.
В марте 1917 года был уволен от занимаемой должности, согласно прошению. Известно, что в 1927—1928 годах он состоял профессором Киевского института народного хозяйства.